# Dom Fauna

Plan Domu Fauna: 1 - westybul, 2 - główne atrium, 3 - boczne atrium, 4 - tablinum, 5 - mniejszy perystyl, 6 - eksedra, 7 - wielki perystyl, 8 - spiżarnia

Dom Fauna – nazwa nadana ruinom jednego ze starożytnych domus w Pompejach. Zajmuje cały kwartał o wymiarach 40×110 m, powstały z przecięcia się czterech ulic; frontem wychodzi na ulicę Fortuny. Jego nazwa pochodzi od jednego z dwóch atriów, na którym znajduje się fontanna z posążkiem Fauna. Powszechnie uważany jest za najpiękniejszy zachowany do czasów współczesnych przykład typowego rzymskiego domu patrycjuszowskiego. Zdaniem historyków należał on najprawdopodobniej do wnuka Publiusza Sulli, zdobywcy Pompejów.
Dom posiadał wejście ze stopniem oraz otwieraną na zewnątrz bramą, świadczącymi o wysokim statusie jego posiadacza. W westybulu znajdowały się podwójne drzwi wejściowe, z umieszczonym u góry napisem have (bądź zdrów). Za nimi znajdował się flankowany dwiema świątynkami poświęconymi larom korytarz przejściowy, wiodący do głównego atrium. Dom Fauna posiadał dwa atria; jedno w głównej części domostwa, drugie, z czterema kolumnami, po prawej jego stronie i z osobnym wejściem, służyło prawdopodobnie gościom. W pierwszym atrium, typu toskańskiego, znajduje się impluvium wyłożone różnokolorowymi rombami z marmuru. Pośrodku znajduje się statuetka przedstawiająca tańczącego Fauna, od której pochodzi nazwa domu.
Dom Fauna posiadał również dwa perystyle z ogrodami. Duży perystyl, z wejściem od tyłu, otoczony był dwukondygnacyjną kolumnadą, na którą składało się 88 czterometrowych kolumn, doryckich o dołu i jońskich u góry. Jego obwód zewnętrzny ma wymiary 38×44 m, wewnętrzny 27×30 m. Obydwa perystyle połączone są eksedrą, na podłodze której znajdowała się niegdyś słynna mozaika przedstawiająca Aleksandra Wielkiego i Dariusza III pod Issos, umieszczona obecnie w Narodowym Muzeum Archeologicznym w Neapolu. Sala poprzedzająca eksedrę flankowana jest kolumnami, jej ściany ozdabiają zaś pochodzące z I wieku malowidła. 

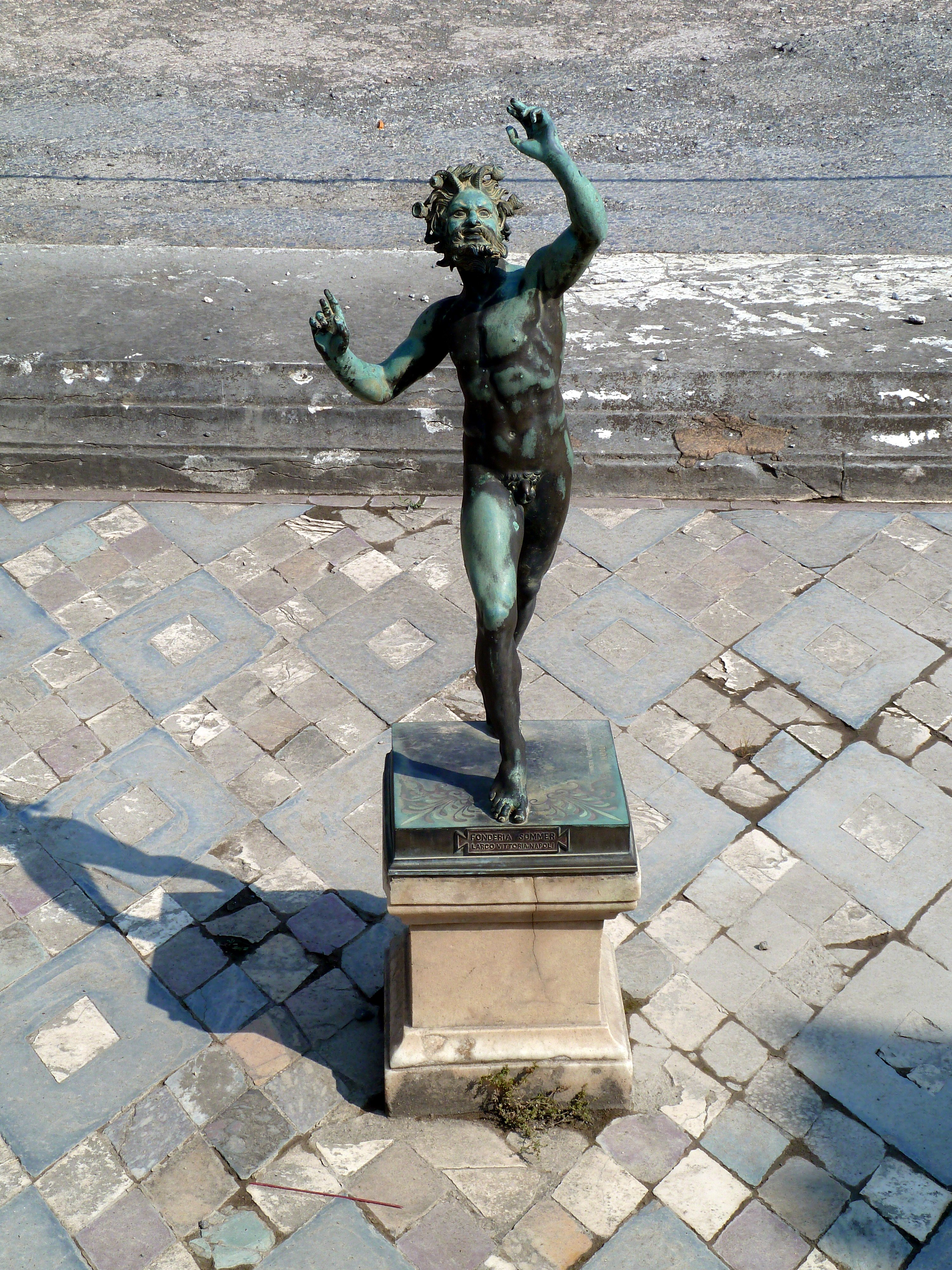
Posążek Fauna w głównym atrium
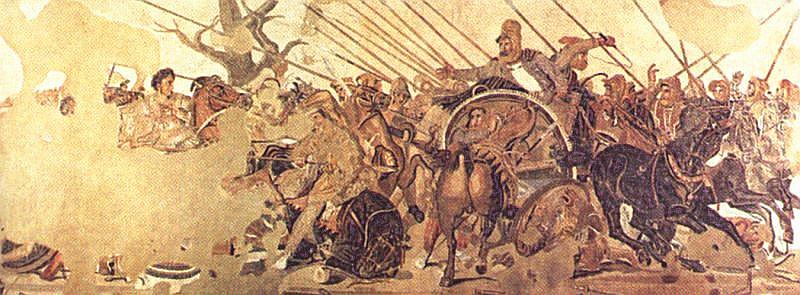
Mozaika przedstawiająca bitwę pod Issos, obecnie w Muzeum Narodowym w Neapolu
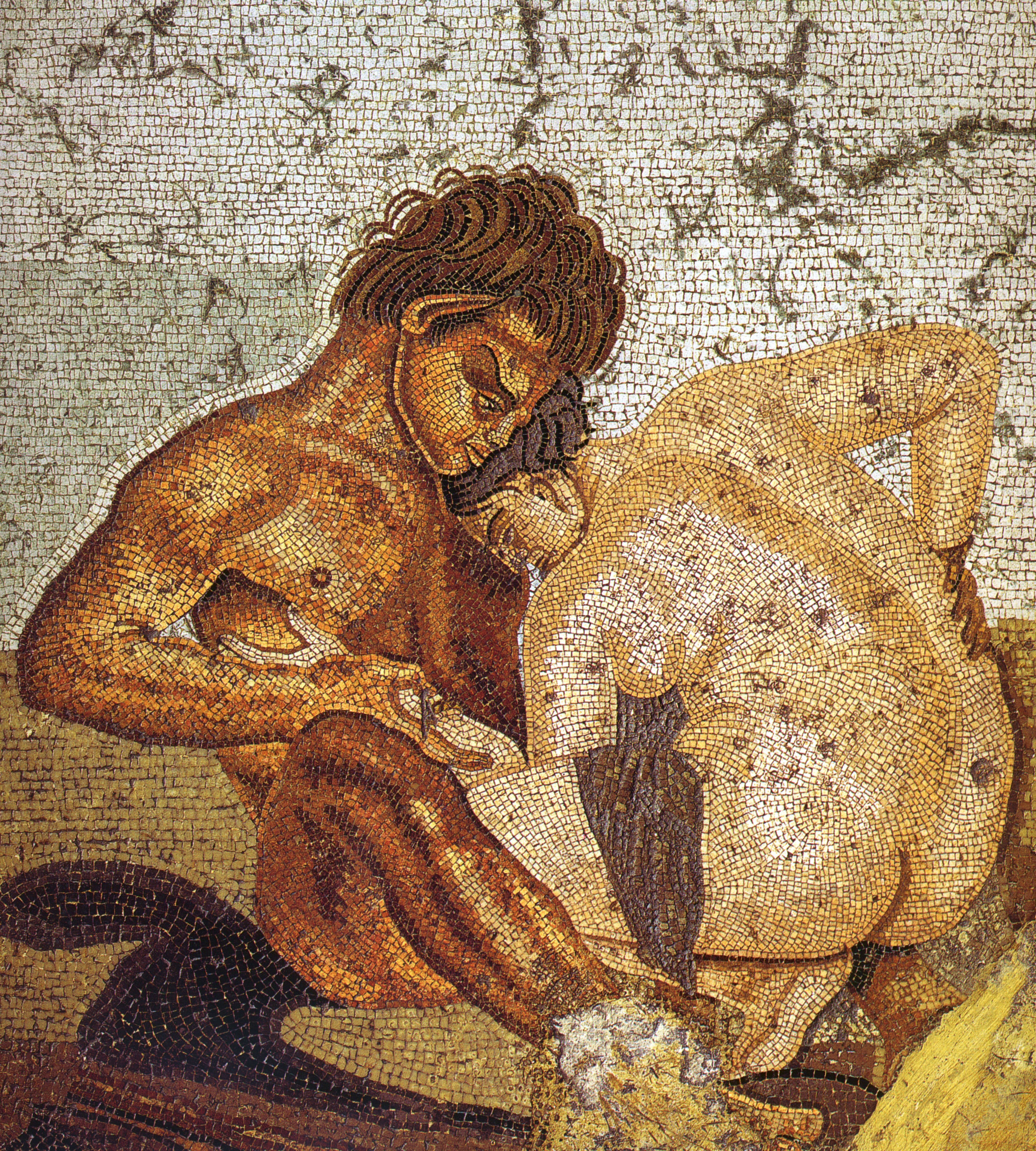
Mozaika przedstawiająca satyra i nimfę, obecnie w Muzeum Narodowym w Neapolu
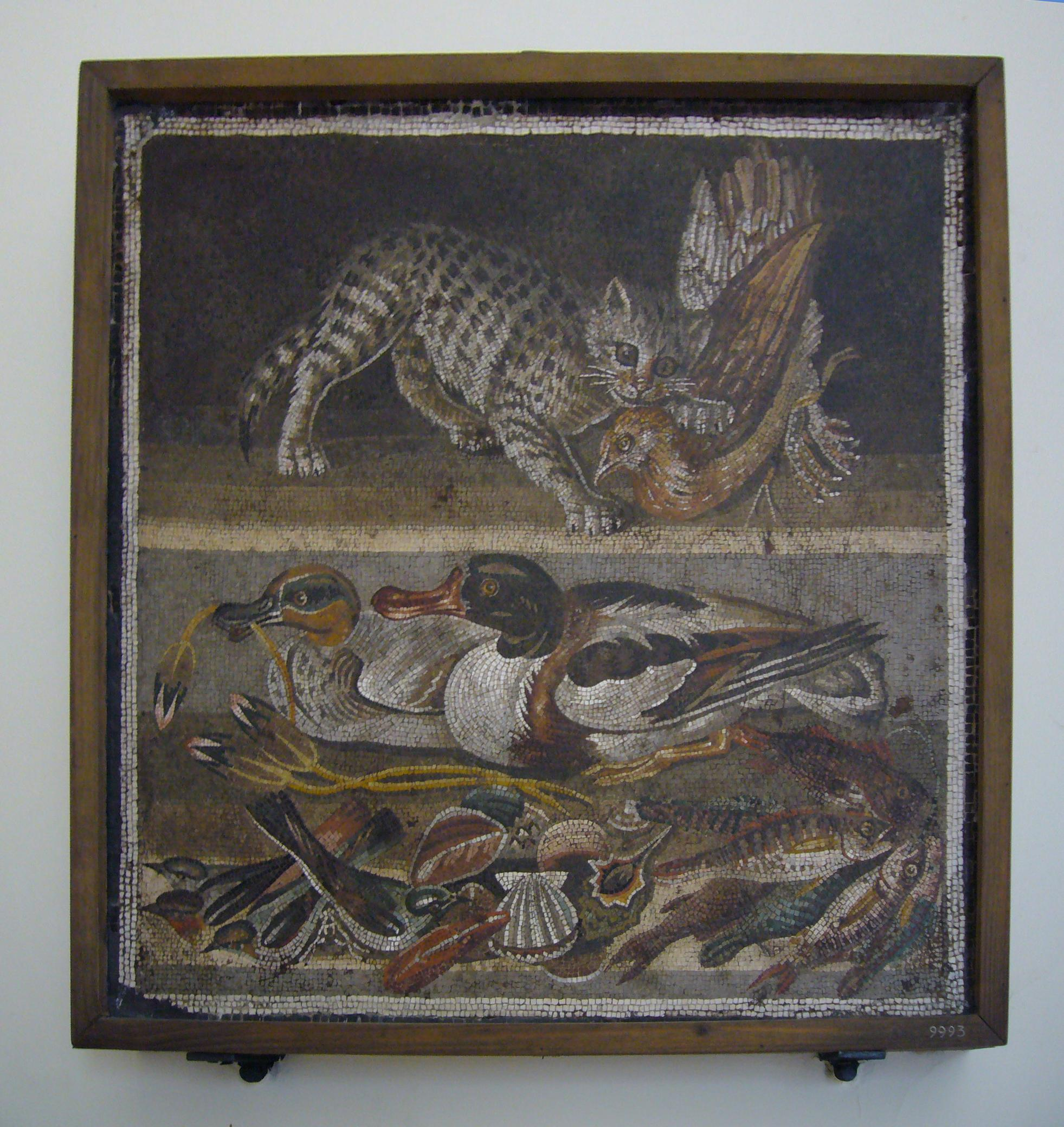
Mozaiki ze zwierzętami, obecnie w Muzeum Narodowym w Neapolu